# Hipismo nos Jogos Pan-Americanos de 2023 - CCE por equipes
A competição do CCE por equipes do hipismo nos Jogos Pan-Americanos de 2023 foi disputada entre 27 e 29 de outubro de 2023 na Escola de Equitação Regimiento Granaderos, em Quillota. Um total de 32 ginetes de 8 Comitês Olímpicos Nacionais (CON) participaram do evento.

## Calendário
Horário local (UTC−3).
| Data          | Hora  | Fase          |
| ------------- | ----- | ------------- |
| 27 de outubro | 11:00 | Adestramento  |
| 28 de outubro | 11:00 | Cross-country |
| 29 de outubro | 12:00 | Saltos        |

## Medalhistas
|  | CAN Canadá |  | USA Estados Unidos |  | BRA Brasil |
|  | Colleen Loach com Fe Golden Eye Michael Winter com El Mundo Karl Slezak com Hot Bobo Lindsay Traisnel com Bacyrouge |  | Sydney Elliott com Qc Diamantaire Sharon White com Claus 63 Liz Halliday com Miks Master C Caroline Pamukcu com HSH Blake |  | Ruy Fonseca com Ballypatrick SRS Rafael Losano com Withington Carlos Parro com Safira Marcio Jorge com Castle Howard Casanova |

## Resultados
A competição foi disputada ao longo de três dias, iniciando-se com o adestramento, seguido do cross-country no segundo dia e fechando com os saltos no terceiro dia. O pior resultado individual de cada equipe não é considerado para a pontuação final.
| Pos.              | CON                | Ginetes                                                                     | Cavalos                                                            | Adestramento        | Adestramento | Adestramento | Cross-country       | Cross-country | Cross-country | Saltos             | Saltos | Saltos | Total                | Total  |
| Pos.              | CON                | Ginetes                                                                     | Cavalos                                                            | Individual          | Equipe       | Pos.         | Individual          | Equipe        | Pos.          | Individual         | Equipe | Pos.   | Individual           | Equipe |
| ----------------- | ------------------ | --------------------------------------------------------------------------- | ------------------------------------------------------------------ | ------------------- | ------------ | ------------ | ------------------- | ------------- | ------------- | ------------------ | ------ | ------ | -------------------- | ------ |
| Medalha de ouro   | CAN Canadá         | Michael Winter Colleen Leach Lindsay Traisnel Karl Skezak                   | El Mundo Fe Golden Eye Bacyrouge Hot Bobo                          | 32.2 28.6 32.6 32.7 | 93.5         | 2            | 7.6 13.2 0.0        | 105.2         | 3             | 0.8 0.0 1.6 8.0    | 115.6  | 1      | 40.7 41.8 34.2 40.7  | 115.6  |
| Medalha de prata  | USA Estados Unidos | Sydney Elliott Sharon White Caroline Pamukcu Elisabeth Halliday             | Qc Diamantaire Claus 63 HSH Blake Miks Master C                    | 33.3 28.2 26.8 24.8 | 79.8         | 1            | 0.0 2.4 0.0 4.0     | 86.2          | 1             | 9.2 16.4 4.0 13.6  | 115.7  | 2      | 42.5 47.0 30.8 42.4  | 115.7  |
| Medalha de bronze | BRA Brasil         | Ruy Fonseca Carlos Parro Rafael Losano Marcio Jorge                         | Ballypatrick SRS Safira Withington Castle Howard Casanova          | 36.7 34.0 36.1 29.8 | 99.9         | 3            | 10.6 0.0 1.6        | 101.5         | 2             | 0.4 16.0 8.8 0.8   | 127.1  | 3      | 56.7 50.0 44.9 32.2  | 127.1  |
| 4                 | MEX México         | José Enrique Mercado Luis Ariel Santiago Eduardo Rivero Fernando Parroquín  | Balanca SDN Egipcio II                                             | 46.4 36.4 39.9 32.9 | 109.2        | 4            | 31.6 50.6 22.8 26.4 | 209.0         | 5             | 11.2 12.8 26.0 5.2 | 253.0  | 4      | 139.2 99.8 88.7 64.5 | 253.0  |
| 5                 | ARG Argentina      | Juan Carlos Candisano Juan Benítez Gallardo Marcelo Rawson Luciano Brunello | Remonta Urmelia Chaman Ginn Baral Villester Cash des Cedres        | 39.1 45.1 45.3 46.1 | 129.5        | 6            | EL 16.0 23.3 18.4   | 194.1         | 4             | — 10.4 12.8 36.8   | 254.1  | 5      | — 71.5 81.3 101.3    | 254.1  |
| 6                 | URU Uruguai        | Federico Daners Rufino Domínguez Gastón Marcenal Edison Quintana            | Demitasse SVR Edecan de la Luz SVR Indy SVR Fraile del Santa Lucía | 38.7 55.9 48.1 38.3 | 125.1        | 5            | 53.6 37.6 EL        | 1185.8        | 6             | 24.8 30.0 —        | 1240.6 | 6      | 117.7 123.5 —        | 1240.6 |
| 7                 | CHI Chile          | Nicolás Fuentes Escala Nicolás Ibañez Guillermo Garín Jaime Bittner         | Midnight Domingo HSB Sidonia All Red                               | 45.0 42.1 45.2 42.4 | 129.5        | 6            | 36.4 EL 38.0        | 1185.8        | 6             | 52.0 — 51.2        | 1265.0 | 7      | 133.4 — 131.6        | 1265.0 |
| 8                 | COL Colômbia       | Andrés Felipe Gómez Juan Carlos Tafur Mauricio Bermúdez Lucero Desrochers   | Caroline Blue Moon Vardags Saratoga Gama Castellon                 | 51.5 40.8 49.5 41.5 | 131.8        | 8            | EL 31.6 EL          | 2081.1        | 8             | — 22.4 —           | 2103.5 | 8      | — 103.5 —            | 2103.5 |